# Kamila Volčanšek
Kamila Volčanšek, slovenska slikarka in ilustratorka, * 19. marec 1950, Brežice.

## Življenje in delo
Volčanškova je leta 1978 diplomirala na Akademiji za likovno umetnost v Ljubljani. V svoji karieri je prispevala ilustracije za mnogo otroških knjig, leta 1981 pa je za ilustracije pravljice Kralj drozgobrad prejela Levstikovo nagrado, 2023 pa tudi Levstikovo nagrado za življenjsko delo.

## Izbrana dela
- Pogašeni zmaj , avtorice Bine Štampe Žmavc, 2003
- Bohinjske pravljice, 1999
- Denar naredi vse,avtorja Itala Calvina, 1995
- Janko in Metka, avtorjev bratov Grimm, 1994
- Deklica lastovica, slovenska ljudska pravljica, 1989
- Turjaška Rozamunda, avtorja Franceta Prešerna, 1985
- Stara Ljubljana, avtorja Nika Grafenauerja, 1983
- Cesarjev slavec, avtorja Hansa Christiana Andersena, 1981
- Kralj Drozgobrad, avtorjev bratov Grimm, 1980